# Юрьевская дань
Юрьевская дань — дань, которую по древним договорам епископы Дерпта (рус. Юрьева) должны были платить Пскову. Её неуплата в течение более чем двухсот лет послужила русской стороне в 1558 году предлогом для начала Ливонской войны и упразднения Дерптского епископства.

## Происхождение
Согласно реконструкции событий, основанной на протоколах переговоров от 1554 года и словах одного из русских переговорщиков, дьяка Ивана Михайловича Висковатова, о том, что срок неуплаты составлял к тому моменту уже 210 лет, исходным событием Юрьевской дани предполагается поход псковичей в земли Дерптского епископства в мае 1343 года. Он был связан с восстанием эстов против владычества ливонских рыцарей. Восставшие послали посольства во Псков и к шведскому фогту Або, прося о военной поддержке восстания и последующем включении отдельных частей Ливонии в свои владения. Пятитысячный отряд Псковской республики предпринял поход в земли Дерптского епископства, значительно его разорив. При этом, как в XIV веке, так и в последующий период в русском летописании сохранялась память о давней принадлежности этих земель Руси и существовании в Юрьеве, основанном Ярославом Мудрым, православного епископства, которое платило подати в Новгород. После захвата Юрьева ливонскими рыцарями в 1224 году оно было превращено в католическое епископство и выплаты прекратились. Однако псковичи не отказывались от претензий на эти земли и пытались собирать с них дань в том числе и во время похода 1284 года.
Упоминание о Юрьевской дани включалось в целый ряд сохранившихся русско-ливонских договоров начиная с 1474 года (1474, 1509, 1550, 1554), однако её невыплата со стороны ливонцев продолжалась. Как свидетельствуют протоколы 1554 года, её упоминание, по мнению ливонцев, было лишь выражением «величия, почести царю и государю всея Руси», а «по-другому дань в епископстве никто не понимает, не воспринимает и не толкует». Несмотря на более глубокую летописную древность русских претензий, переговорщики Иван Висковатов и Алексей Адашев предпочли в 1554 году назвать срок неуплаты дани 210 лет, чтобы привязать её к более конкретному событию.

## Роль накануне Ливонской войны
На переговорах 1554 года по продлению действующего перемирия русские послы поставили вопрос выплаты Юрьевской дани неожиданно остро для ливонских послов. Москва требовала по одной марке с каждого жителя плюс недоимки за все предыдущие годы. Ливонцы не хотели становиться фактическим данниками России. Русская сторона грозила, что если ливонцы не подпишут пункт о дани, то царь сам пойдёт за ней. В итоге ливонцы подписали договор с пунктом о дани, который, однако, давал им трёхлетнюю отсрочку. Также они слукавили при переводе договора на немецкий язык, преобразив обязательство «сыскать дань» в «исследовать вопрос о дани», тем самым переведя данный вопрос в юридическую плоскость. Хотя многим в Ливонии было понятно, что такая уловка может привести к войне, дело ограничилось бурной дискуссией, намерением использовать время отсрочки для нахождения союзников и надеждами на выгодное судебное решение в Священной Римской империи.
В конце 1557 года русская сторона констатировала отсутствие уплаты Юрьевской дани и «неисправленье» Ливонии, после чего зимой 1558 года был предпринят крупномасштабный поход в Ливонию.